# 8230 Perona
8230 Perona eller 1997 TW16 är en asteroid i huvudbältet som upptäcktes den 8 oktober 1997 av Santa Lucia Stroncone-observatoriet i Stroncone. Den är uppkallad efter cyklisten Renato Perona.